# Coppa Val d'Olona 1908
La Coppa Val d'Olona 1908, terza edizione della corsa, si svolse il 30 agosto 1908 su un percorso di 205 km. La vittoria fu appannaggio dell'italiano Cesare Zanzottera, che completò il percorso in 6h51'00", precedendo i connazionali Domenico Cittera e Clemente Canepari.
Sul traguardo di Legnano 6 ciclisti portarono a termine la competizione. 

## Ordine d'arrivo (Top 6)
| Pos. | Corridore           | Squadra | Tempo    |
| ---- | ------------------- | ------- | -------- |
| 1    | Cesare Zanzottera   | -       | 6h51'00" |
| 2    | Domenico Cittera    | -       | a 10"    |
| 3    | Clemente Canepari   | Bianchi | a 17"    |
| 4    | Carlo Galetti       | Atala   | a 10'00" |
| 5    | Giovanni Rossignoli | Peugeot | a 17'00" |
| 6    | Carlo Oriani        | -       | a 42'00" |